# NGC 1802
NGC 1802 ist die Bezeichnung eines offenen Sternhaufens oder einer Sterngruppe im Sternbild Taurus. Das Objekt wurde am 7. Dezember 1785 von Wilhelm Herschel entdeckt.